# سوسانتو بودجومارتونو
سوسانتو بودجومارتونو (بالإندونيسية: Susanto Pudjomartono) كان مدير تحرير صحيفة وصحفي ودبلوماسي إندونيسي. شغل منصب ثاني رئيس تحرير لصحيفة جاكرتا بوست من عام 1991 حتى عام 2003. ثم تم تعيين بودجومارتونو سفيرا لإندونيسيا في روسيا من 2003 إلى 2008. وكان أيضًا أحد مؤسسي نادي المحررين في إندونيسيا.
في عام 1966 تخرج بودجومارتونو من كلية العلوم الاجتماعية في جامعة جادجا مدى في يوجياكارتا. بدأ حياته المهنية في مجلة تيمبو. غادر تيمبو إلى جاكرتا بوست التي انطلقت في عام 1983. خلف سابام سياغيان الذي عمل كأول رئيس تحرير للصحيفة من 1983 إلى 1991. في عام 1991 غادر سياغيان صحيفة جاكرتا بوست ليصبح سفير إندونيسيا في أستراليا. خلف سوسانتو بودجومارتونو المحرر سياغيان كرئيس تحرير ثان لجاكرتا بوست.
عمل سوسانتو بودجومارتونو كرئيس تحرير صحيفة جاكرتا بوست في عام 1991 حتى عام 2003. غادر الصحيفة في عام 2003 بعد أن عينته الرئيسة الإندونيسية ميجاواتي سوكارنوبوتري كسفيرة إندونيسيا لدى روسيا. شغل منصب السفير من 2003 إلى 2008 عندما خلفه حامد أول الدين وزير سابق في القانون وحقوق الإنسان.
توفي سوسانتو بودجومارتونو في جاكرتا في الساعة 3 صباحًا يوم 14 يناير 2015، عن عمر يناهز 71 عامًا. كان يعاني من مرض السكري وكان يخضع لغسيل الكلى لعدة سنوات. دفن بودجومارتونو وهو من سكان شرق جاكرتا في مقبرة جيريتاما في بوجور في جاوة الغربية.